# Nel Kluitman
Petronella "Nel" Johanna Marie Kluitman (1879-1961) foi uma artista holandesa.

## Biografia
Kluitman nasceu a 3 de outubro de 1879 em Alkmaar e foi membro do De Independents (Os Independentes) e Vereniging van Beeldende Kunstenaars Hilversum (Associação de Artistas Visuais Hilversum). O seu trabalho foi incluído na exposição e venda Onze Kunst van Heden (A Nossa Arte de Hoje) em 1939 no Rijksmuseum em Amesterdão. Kluitman faleceu no dia 3 de junho de 1990 em Hilversum.